# Unus
Unus är en ort i Azerbajdzjan.   Den ligger i distriktet Nachitjevan, i den sydvästra delen av landet, 400 km väster om huvudstaden Baku. Unus ligger 1 611 meter över havet och antalet invånare är 733.
Terrängen runt Unus är kuperad åt sydväst, men åt nordost är den bergig. Närmaste större samhälle är Ordubad, 12,2 km söder om Unus. 
Trakten runt Unus består i huvudsak av gräsmarker. Runt Unus är det ganska glesbefolkat, med 38 invånare per kvadratkilometer.